# 维勒波尔谢
维勒波尔谢（法語：Villeporcher，法語發音：[vilpɔʁʃe]）是法国卢瓦-谢尔省的一个市镇，位于该省西部，和安德尔-卢瓦尔省接壤，属于旺多姆区。

## 地理
维勒波尔谢（47°38'25"N, 0°59'37"E）面积12.1 平方千米，位于法国中央-卢瓦尔河谷大区卢瓦-谢尔省，该省份为法国中北部省份，北起厄尔-卢瓦省，东北接卢瓦雷省，东南接谢尔省，南至安德尔省，西南接安德尔-卢瓦尔省，西北接萨尔特省。
与维勒波尔谢接壤的市镇（或旧市镇、城区）包括：索奈、圣西尔迪戈、圣古尔贡、维勒绍沃。

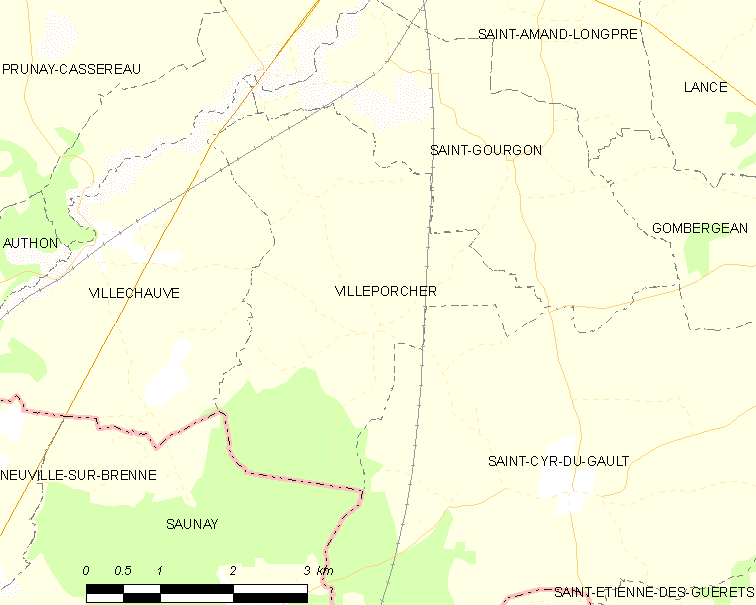
维勒波尔谢的OSM定位图

维勒波尔谢的时区为UTC+01:00、UTC+02:00（夏令时）。

## 行政
维勒波尔谢的邮政编码为41310，INSEE市镇编码为41286。

## 政治
维勒波尔谢所属的省级选区为卢瓦河畔蒙图瓦尔县。

## 人口

1962-2008年间维勒波尔谢人口变化图示

维勒波尔谢于2022年1月1日时的人口数量为146人。